# Eidfjordvatnet
El Eidfjordvatnet es un lago de morrena del municipio de Eidfjord en la provincia de Vestland, Noruega. Se ubica al sudeste del pueblo de Eidfjord. En tanto, Øvre Eidfjord está en la costa sur del lago. La ruta nacional noruega 7 recorre la costa oeste. Los principales afluentes son los ríos Bjoreio y Veig mientras que el lago alimenta al río Eio.